# Wehr (Badenia-Wirtembergia)
Wehr – miasto w Niemczech, w kraju związkowym Badenia-Wirtembergia, w rejencji Fryburg, w regionie Hochrhein-Bodensee, w powiecie Waldshut, przy drodze krajowej B518.

## Współpraca
Miejscowości partnerskie:
- Bandol, Francja
- Nettuno, Włochy
- Onex, Szwajcaria